# Eulasia praeusta
Eulasia praeusta är en skalbaggsart som beskrevs av Champenois 1896. Eulasia praeusta ingår i släktet Eulasia och familjen Glaphyridae. Inga underarter finns listade i Catalogue of Life.